# Federação Húngara de Voleibol
A Federação Húngara de Voleibol  (em húngaro:Magyar Röplabda Szövetség, MRSZ) é  uma organização fundada em 1947 que governa a pratica de voleibol da Hungria, sendo membro da Federação Internacional de Voleibol e da Confederação Européia de Voleibol, a entidade é responsável por organizar  os campeonatos nacionais de  voleibol masculino e feminino no território..